# Hookeriales
Hookeriales é uma ordem de musgos da subclasse Bryidae da divisão Bryophyta. A divisão, que tem como epónimo William Jackson Hooker, é composto principalmente por espécies das regiões tropicais e subtropicais caracterizadas por musgos geralmente com flores complanares e assimétricas.

## Sistemática
A ordem Hookeriales, na sua presente circunscrição taxonómica, inclui as seguintes 7 famílias:
- Família Daltoniaceae, com um espécie na Europa:
  - Daltonia splachnoides
- Família Hookeriaceae, com um espécie na Europa:
  - Hookeria lucens
- Família Hypopterygiaceae, com um espécie na Europa:
  - Hypopterygium muelleri, naturalizada em Portugal.
- Família Leucomiaceae
- Família Pilotrichaceae com um espécie na Europa:
  - Cyclodictyon laetevirens
- Família Saulomataceae
- Família Schimperobryaceae